# گلدن استیت واریرز در فصل ۱۹–۲۰۱۸
فصل ۱۹–۲۰۱۸ گلدن استیت واریرز هفتاد و سومین دورهٔ حضور این باشگاه در اتحادیهٔ ملی بسکتبال (NBA) و پنجاه و هفتمین دورهٔ بازی این تیم در منطقهٔ خلیج سان فرانسیسکو بود. واریرز به عنوان مدافع قهرمانی دو فصل اخیر NBA پای به رقابت‌های این دوره گذاشت. آن‌ها می‌خواستند برای نخستین بار در تاریخ باشگاه خود، قهرمانی سه–بارهٔ در سه فصل پیاپی را به دست بیاورند اما در رقابت پایانی مغلوب تورنتو رپترز شدند و نتوانستند سومین عنوان قهرمانی پیاپی ان‌بی‌ای را کسب کنند.